# Rei Ayanami
Rei Ayanami (綾波 レイ?, Ayanami Rei) è una dei protagonisti della serie animata giapponese Neon Genesis Evangelion, sceneggiata e diretta da Hideaki Anno, e dell'omonimo manga scritto e disegnato da Yoshiyuki Sadamoto. Il personaggio compare nelle varie opere tratte dalla serie animata, come diversi manga spin-off, videogiochi, visual novel, nell'ONA Petit Eva - Evangelion@School e nella tetralogia cinematografica Rebuild of Evangelion. Nella versione originale è interpretata dalla doppiatrice Megumi Hayashibara. Nell'adattamento italiano il suo ruolo è stato affidato a Valentina Mari nel doppiaggio originale e a Lucrezia Marricchi nel ridoppiaggio di Netflix.
Nella serie animata originale Rei è una ragazza dal carattere chiuso, taciturno e schivo, arruolata dall'agenzia speciale Nerv per pilotare un gigantesco mecha noto come Eva-00 e combattere assieme ad altri piloti contro misteriosi esseri chiamati angeli.
Il personaggio è diventato popolare tra gli appassionati di animazione fin dalla prima messa in onda di Neon Genesis Evangelion, ricevendo diversi riconoscimenti e vincendo sondaggi di popolarità. Secondo degli studiosi, inoltre, Rei Ayanami ha esercitato una certa influenza sul mondo del fumetto e dell'animazione giapponesi, contribuendo in maniera determinante allo sviluppo e alla diffusione di una serie di canoni moe ripresi e reinterpretati da personaggi seguenti.

## Creazione e sviluppo
Per il nome di Rei Hideaki Anno si ispirò a quello di Rei Hino, personaggio femminile di Pretty Guardian Sailor Moon. Durante la realizzazione di Neon Genesis Evangelion infatti tentò di attirare nel personale Kunihiko Ikuhara, direttore dell'omonima serie animata e suo amico di lunga data. Il regista, inoltre, cercò di giocare sui diversi significati del kanji Rei (零?), traducibile in "zero", "nullità". Secondo lo scrittore Patrick Drazen il nome può essere collegato all'Evangelion a lei assegnato, l'Unità 00. Rei (例?) è anche la pronuncia del carattere che significa "rituale", "etichetta". Il nome inoltre potrebbe essere stato influenzato dal personaggio di Zero, protagonista del romanzo Ai to gensō no fascism di Ryū Murakami. Per il suo cognome invece il regista prese spunto da una nave della Marina imperiale giapponese, il cacciatorpediniere Ayanami (綾波? lett. "Onda a forma di spiga").

Rei sulla copertina del terzo DVD della versione italiana di Evangelion

Per l'aspetto della giovane Anno si rivolse a Yoshiyuki Sadamoto, character designer della serie; secondo il libro Neon Genesis Evangelion: The Unofficial Guide, scritto da Kazuhisa Fujie e Martin Foster, egli avrebbe chiesto al collega di rappresentarla come «una ragazza profondamente infelice» e «di scarsa presenza». Il regista diede all'artista un memoriandum sul personaggio nel quale c'era scritto soltanto di rappresentarla come una ragazza silenziosa, dando ampia libertà artistica al character designer. Nel disegnarla Sadamoto prese come modello un personaggio chiamato Ukina, presente in una sua precedente opera intitolata Kotō no oni, aggiungendole una capigliatura arruffata «da lupo». Egli trasse ispirazione da una canzone del gruppo giapponese Kinniku Shōjo Tai, Doko e demo ikeru kitte (何処へでも行ける切手? lett. "I francobolli possono andare ovunque"), il cui testo cita una «ragazza fasciata e pallida» (包帯で真っ白な少女?, hōtai de masshiro na shōjo), che gli suggerì l'idea di presentarla ricoperta di bende. Lo stesso gruppo produsse un brano chiamato Fumimi no kodomo (福耳の子供?), in cui è udibile un monologo femminile, e Sadamoto cercò di raffigurare una ragazza che avesse una voce simile.
Ulteriore fonte d'ispirazione fu il racconto La Principessa Smarrita di Paul Gallico; nel racconto viene descritto un quadro ritraente la protagonista, una bambina esile e pallida in una stanza vuota, e Sadamoto provò a creare un personaggio che ricalcasse l'immagine di Gallico. Anno richiese un personaggio femminile «cool e con i capelli corti», ragion per cui nelle prime fasi di progettazione l'artista disegnò Rei con gli occhi e i capelli scuri. Tale ipotesi fu poi accantonata e Sadamoto le modificò i colori di occhi e capelli per distinguerla dall'altra protagonista di Neon Genesis Evangelion, Asuka Sōryū Langley, così che i due personaggi avessero schemi cromatici opposti. Sadamoto infatti pensò a Rei come allo «Yin opposto [ad Asuka]». Su richiesta del regista, inoltre, il colore dei suoi occhi fu cambiato e vennero tinti di rosso. Questa caratteristica le conferì maggiore personalità e la distinse rispetto agli altri personaggi della serie. Anche il colore dei capelli cambiò e si scelse per l'azzurro, analogamente al protagonista del mai realizzato lungometraggio Blue Uru (蒼きウル?, Aoki Uru). Sadamoto le conferì inoltre delle calze nere, ispirandosi a una squadra femminile di pallamano che vide giocare quando frequentava le scuole medie. Il colore delle calzature gli permise di differenziarla dai personaggi delle serie uscite nello stesso periodo e andare contro i dettami della moda del momento.
Nel settei originale Rei, clone genetico della madre del protagonista, avrebbe dovuto essere un personaggio più sensuale rispetto alla sua versione definitiva. Sadamoto, a differenza dello stile schietto ed esplicito di Anno, visto il suo legame con Shinji però decise di conferirle un eros molto più «enigmatico» e blando. Secondo Sadamoto e Kazuya Tsurumaki, assistente alla regia della serie, la ragazza fu concepita come un'entità aliena, ma in un secondo momento si spinse per renderla almeno geneticamente umana; Rei, secondo loro, possiede i geni umani di Yui Ikari e i geni del primo angelo Adam [sic]. Tsurumaki inoltre ha associato la sua condizione di ibrido a quella di un Devilman, una specie di uomini per metà demoni presentati nell'omonimo manga di Gō Nagai. Per delinearne la caratterizzazione il regista cercò di far confluire in lei un lato nascosto della sua psiche, pensandola come a una rappresentazione del proprio inconscio personale; lui stesso dichiarò: «Rei è [il personaggio] più vicino alla mia psiche più profonda. [..] Ma è quello che capisco di meno. Non mi interessa molto, sinceramente. C'erano parti in cui cercavo di mettere da parte i miei pregiudizi e di far emergere la parte più primitiva, più importante, più pura che ho». Come per altri personaggi di Evangelion traspose degli aspetti della propria vita in lei, inclusa la scelta di non mangiare carne e mantenere una dieta vegetariana.
Nel quinto episodio, esplicitamente dedicato al personaggio, Rei pronuncia sette battute e cinquantadue parole, mentre nel sesto venticinque battute. Per molto tempo infatti Anno dimenticò di esplorare la personalità di Rei, ignorandola o dandole uno spazio marginale. Verso il quattordicesimo episodio, quindi, cercò di dare più spazio ai pensieri e alle emozioni del personaggio inserendo un suo lungo monologo poetico, un flusso di coscienza con immagini e parole apparentemente scollegate fra di loro. La sua idea era quella di rappresentare una Rei affetta da schizofrenia, ma quando provò a scrivere la sceneggiatura della puntata rimase paralizzato. Un suo amico per cercare di aiutarlo gli prestò un volume di una collana chiamata Bessatsu Takarajima (別冊宝島? lett. "isola del tesoro") sulle malattie mentali, al cui interno era riportata una poesia scritta da un malato di mente; dopo aver letto la poesia la mente del regista si riempì d'immagini e riuscì a scrivere il monologo tutto d'un fiato. Nel ventunesimo episodio invece il primo clone di Rei, ucciso da Naoko Akagi nella versione definitiva, dopo essere stato strangolato e aver momentaneamente perso coscienza, sarebbe sopravvissuto, ritrovandosi in una sala comandi della Nerv vuota senza la dottoressa Akagi. Anno comunque ebbe fin dall'inizio l'idea della morte della seconda Rei, poi presentata nel ventitreesimo episodio. Durante la produzione, inoltre, Kunihiko Ikuhara, infastidito dall'immagine idealizzata e il feticismo che gli appassionati avevano costruito attorno al personaggio, propose ad Anno di tradirli e mostrarla come una ragazza vera che si sposa e «rimane incinta nell'ultima puntata», ma egli rifiutò la proposta. Nel finale originale voluto da Anno inoltre non era prevista la Rei gigante aggiunta nel lungometraggio The End of Evangelion, che venne pensata in un secondo momento. Per il regista comunque il personaggio aveva già fatto il proprio corso, conclusosi nella scena finale del sesto episodio:
(Hideaki Anno)

### Doppiaggio
Il personaggio di Rei venne interpretato dalla doppiatrice giapponese Megumi Hayashibara sia nella serie animata originale, sia nei lungometraggi Neon Genesis Evangelion: Death & Rebirth, Neon Genesis Evangelion: The End of Evangelion e i capitoli del Rebuild of Evangelion. Hayashibara partecipò anche ai provini per Asuka e Misato, ma dopo averla sentita prestare la voce a un personaggio di un OVA intitolato Ichigatsu ni wa Christmas (一月にはChristmas?) Anno la sentì più adatta a ricoprire il ruolo di Rei. Nel 1995 la doppiatrice si dichiarò sorpresa del proprio ruolo e del carattere laconico del personaggio, dicendo: «Dovrò sfidare qualcosa di nuovo». Secondo lei prima di Neon Genesis Evangelion non erano presenti molti personaggi taciturni con cui confrontarsi; in assenza di riferimenti cercò di caratterizzarla al meglio delle proprie possibilità. Durante le sessioni fu istruita e guidata da Hideaki Anno, che le consigliò di leggere le proprie battute con il tono più piatto e anaffettivo possibile. Lei stessa dichiarò: «Quando il regista mi spiegò il personaggio mi disse: "Rei non è senza emozioni, ma non sa che cosa siano"». Al momento di doppiare il gioco mahjong Shinseiki Evangelion: Eva to Yukaina Nakamatachi (新世紀エヴァンゲリオンエヴァと愉快な仲間たち? lett. "Nuovo secolo Evangelion: Evangelion e buoni amici"), inoltre, Hayashibara, stando a quanto da lei stessa riferito, capì la differenza fra un personaggio senza emozioni e uno che parla senza intonazione nelle parole. La doppiatrice interpretò la mancanza d'intonazione di Rei come un segno di «fiducia di sé»; una persona insicura o in malafede, secondo lei, tenderebbe a dare enfasi alle parole, mentre Rei è completamente onesta e dice soltanto la verità.
La doppiatrice riprese il ruolo anche per il Rebuild. Durante le registrazioni per il terzo lungometraggio della saga, Evangelion: 3.0 You Can (Not) Redo, lavorò su parti che non erano state animate del tutto, così dovette chiedere al regista che cosa stesse accadendo nelle scene. Hayashibara dovette fare diversi tentativi per le frasi brevi di Rei e trovare la giusta sfumatura desiderata dal personale. Ella dovette doppiarla come fosse indifferente e fare attenzione nel convogliare i sentimenti di gioia del personaggio senza esagerare. Per l'ultimo capitolo della tetralogia, Evangelion: 3.0+1.0 Thrice Upon a Time, Hayashibara cercò di capire come interpretare i diversi cloni presenti nel corso del lungometraggio. Ella cercò di raggiungere le giuste sfumature volute da Anno, visto che il regista richiese personaggi più giovani e più emotivi. Con il ruolo di Rei la doppiatrice ottenne dei premi e dei riconoscimenti, assurgendo a icona della comunità di appassionati di animazione. Il personaggio contribuì a migliorare la sua immagine pubblica e a farla diventare una idol popolare. Shunsuke Nozawa, lettore presso l'Università di Hokkaido, ha notato come negli anni novanta ci sia stata un'esplosione di attenzione mediatica verso i doppiatori giapponesi, ritenendo la figura di Hayashibara al centro di tale cambiamento. Grazie all'«enorme fascinazione sociale» esercitata da Ayanami Hayashibara cominciò a essere regolarmente intervistata e invitata in televisione.
Il doppiaggio italiano del personaggio venne affidato a Valentina Mari. Secondo Gualtiero Cannarsi, dialoghista e curatore dell'edizione Dynamic della serie, con Rei si presentarono delle difficoltà interpretative. In alcuni episodi, per esempio, si alternano diversi cloni della ragazza, ognuno con un'età e un carattere differente. Il monologo della quattordicesima puntata invece costò alla Mari cinquantadue incisioni. Nel ridoppiaggio Netflix della serie e dei lungometraggi Death & Rebirth e The End invece è interpretata da Lucrezia Marricchi. In lingua spagnola è doppiata da Joël Mulachs. Nell'adattamento latinoamericano è doppiata da Circe Luna; in un successivo doppiaggio il suo ruolo è stato affidato alla doppiatrice Gaby Ugarte. In lingua tedesca è interpretata da Marie Biersted. Anche nell'adattamento francese il suo ruolo è stato affidato a diverse doppiatrici; nella serie originale e nella pellicola Evangelion: 2.0 You Can (Not) Advance è doppiata da Stéphanie Lafforgue; in Evangelion: 1.0 You Are (Not) Alone è interpretata da Françoise Escobar. In portoghese è doppiata da Priscilla Concépcion. Nell'adattamento nordamericano il suo ruolo è stato affidato a Amanda Winn Lee in tutte le sue incarnazioni, eccezion fatta per Rebuild of Evangelion, in cui è doppiata da Brina Palencia. Per l'uscita Netflix è stata doppiata da Ryan Barley in inglese, Élisabeth Ventura in francese, Laura Pastor in spagnolo e Franziska Lather in tedesco.

## Biografia
Rei Ayanami nasce in una data mai precisata nella serie originale presso la terza sede distaccata di un organo chiamato Laboratorio per l'evoluzione artificiale. Il suo corpo, dai caratteristici tratti simili a quelli delle persone affette da albinismo, viene creato in assoluta segretezza in base a quello di Yui Ikari, ricercatrice che perde la vita in un esperimento di collaudo dell'Unità 01. Nel livello più profondo del quartier generale del Laboratorio vengono custoditi numerosi cloni della ragazza. Tutti i cloni, però, rimangono privi di anima. Quando un clone viene attivato, benché resti caratterialmente differente dagli altri, viene dotato dell'anima di un essere chiamato Lilith, secondo di una serie di nemici del genere umano chiamati angeli. Quando un clone muore invece l'anima di Lilith viene impiantata nel nuovo esemplare, rimanendo dunque la stessa per tutti i cloni. La sua memoria viene poi salvata grazie a un dispositivo a forma di tubo con un meccanismo simile a una spina dorsale posizionato nel quartier generale della Nerv, l'impianto per il Dummy Plug.
Nel 2010 Gendō Ikari, suo tutore, porta un suo primo esemplare nella base del Gehirn, società responsabile dello sviluppo e della costruzione delle unità Evangelion, spacciandola come la figlia che un suo conoscente gli ha affidato. La prima Rei viene uccisa dalla dottoressa Naoko Akagi, collega e amante segreta di Gendō. La sera della sua visita al Gehirn la piccola Rei si smarrisce nella sala comandi del laboratorio e si rivolge alla dottoressa chiamandola «vecchia», quasi per provocarla. La bambina, in un secondo momento, confessa che in realtà è stato Gendō a chiamarla così. Nel viso della bambina Naoko riconosce i tratti di Yui, sua rivale in amore, e in un impeto di violenza sfoga la sua rabbia sulla bambina, strangolandola e uccidendola, per poi suicidarsi.
In seguito al decesso del primo corpo viene attivato un secondo clone, che nel 2014 si trasferisce presso la prima scuola media comunale di Neo Tokyo-3. Rei II viene scelta da un organo chiamato Istituto Marduk come First Children, cioè pilota dell'Unità 00 presso l'organizzazione paramilitare Nerv. La giovane, inizialmente sottomessa al volere di Gendō, con il progredire degli eventi e delle battaglie riesce a stringere amicizia con il suo collega Shinji Ikari, pilota dell'Unità 01, tramite il quale inizia ad acquisire maggiore consapevolezza di sé. Nel combattimento contro l'angelo Armisael, che attacca Shinji e la sua unità, Rei decide di farsi esplodere con il proprio Evangelion per salvare il ragazzo, distruggendo il nemico. Dopo il suo sacrificio la seconda Rei viene sostituita da un terzo e ultimo clone. Tutti gli altri corpi, custoditi in una vasca situata nel Terminal Dogma della Nerv, vengono distrutti dalla dottoressa Ritsuko Akagi. L'ultima Rei nel lungometraggio The End of Evangelion decide di ribellarsi a Gendō, unendosi contro la sua volontà a Lilith e lasciando decidere al compagno Shinji il corso del Third Impact, durante il quale l'intero genere umano si unisce in un unico essere. A fine processo Shinji decide di tornare in un mondo in cui esistono anche gli altri individui, e il corpo di Rei, diventato gigante, si disgrega.

## Personalità
(Megumi Hayashibara, doppiatrice originale di Rei)

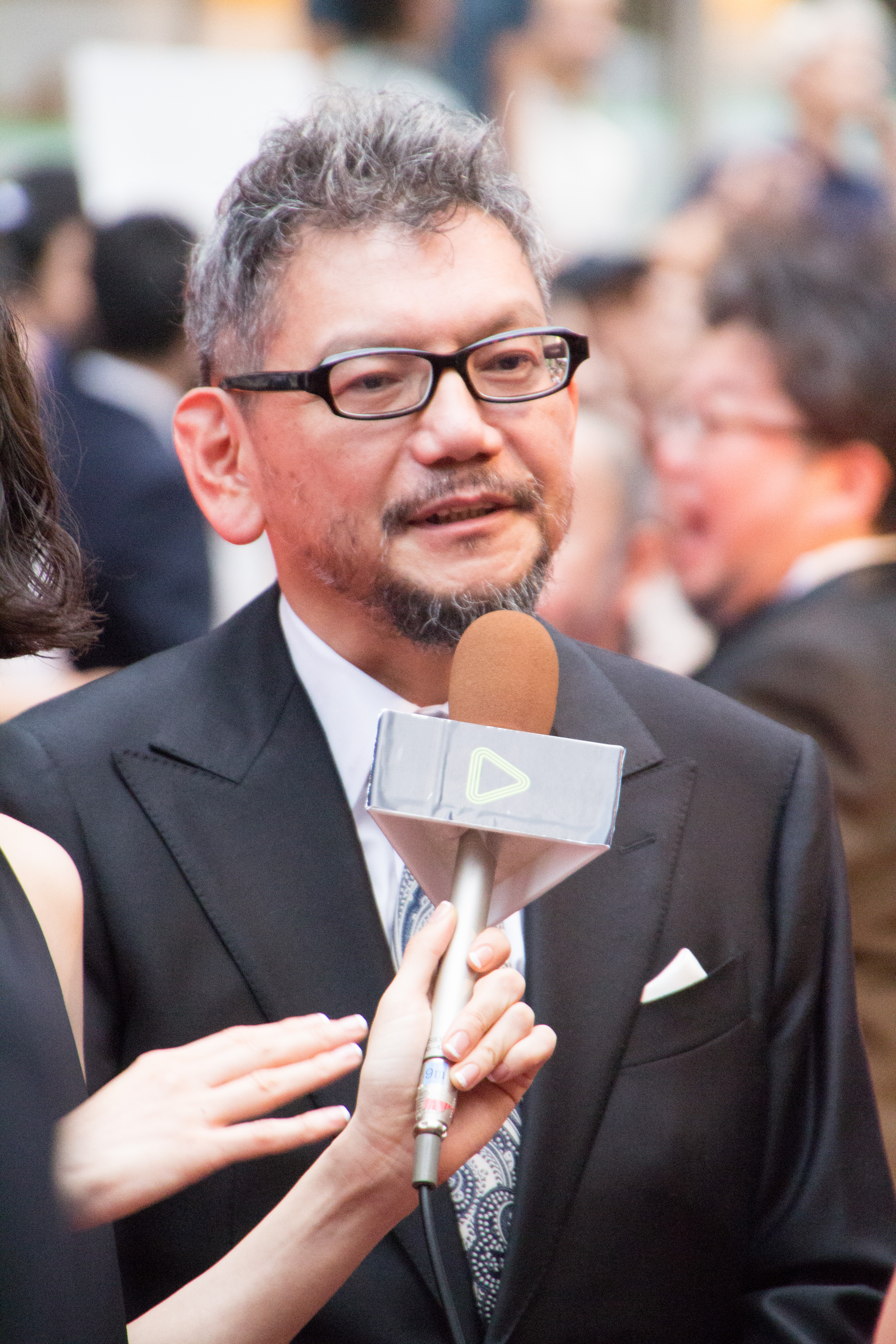
«Rei-chan è molto popolare... Penso sia una persona molto tranquilla, di poche parole e che non si lamenta. Credo che ragazze come lei siano molto apprezzate qui in Giappone. [...] Per quanto riguarda Rei-chan, l'hanno creata soltanto per salire a bordo di un Eva. In altre parole, lei è un clone di un essere umano. [...] È stata creata allo scopo di pilotare quell'Evangelion e non sono per niente sicuro che ne sia felice.»
—Hideaki Anno

Rei Ayanami è una ragazza taciturna, inespressiva e schiva, che limita il più possibile i rapporti con il proprio prossimo ed esegue meccanicamente gli ordini che riceve. È introversa, socialmente distaccata, malinconica e laconica. Non mostra emozioni, parla con un tono distaccato e assume costantemente un'espressione indifferente. Un opuscolo ufficiale del lungometraggio Death and Rebirth la descrive come «una ragazza che non sogna», «una maschera nō» inespressiva e triste, e il libro Schizo Evangelion come «una mente priva di sogni, completamente separata dall'inconscio collettivo di Jung». Nel corso degli eventi di Evangelion si impegna in azioni pericolose che le potrebbero costare la vita, palesando una tendenza al nichilismo. Nel sesto episodio Shinji le chiede quale sia il motivo che la spinge a pilotare l'Evangelion 00, domanda a cui Rei risponde dicendo di trovare nell'Eva il suo unico «legame» con le altre persone, dimostrando di impegnarsi nella lotta contro gli angeli come se tale fosse la propria unica ragion d'essere. Secondo il character designer della serie, Yoshiyuki Sadamoto, Rei è capace di provare emozioni e sentimenti, soffrendo però di difficoltà espressive e comunicative. Al di là del suo atteggiamento apparentemente freddo, infatti, la ragazza vive numerosi conflitti interiori, sentimenti di alienazione e di angoscia esistenziale, nonché un profondo senso di solitudine. Secondo Sadamoto, inoltre, Rei è come un'ombra, o «come l'aria»: «È quel tipo di ragazza che non si può afferrare». Hayashibara l'ha descritta come un personaggio «etereo» con emozioni «simili a onde».
Nel dodicesimo episodio Rei afferma di non aver bisogno di lasciare disposizioni testamentarie e rivela di provare «ripugnanza» per la carne. Alcune sue frasi, inoltre, lasciano supporre che non abbia ciclo mestruale. Secondo Gualtiero Cannarsi, dialoghista del primo adattamento italiano della serie, sembra che la ragazza sia «del tutto ignara delle più elementari regole di vita». Il suo atteggiamento è riflesso dal suo appartamento personale, trascurato, spoglio, sporco e abbandonato a sé stesso. Ciò riporta a un'affermazione proferita dalla dottoressa Ritsuko Akagi nella quinta puntata della serie, secondo la quale Rei non sarebbe molto portata per vivere, proprio come il comandante Ikari. Sul pavimento del suo appartamento sono disseminati, fra le altre cose, testi scientifici sulle interazioni biologiche e la genetica scritti in caratteri latini.
In un monologo interiore presente nella penultima puntata della serie la giovane conversa con gli altri cloni per cercare la propria vera identità durante il Progetto per il perfezionamento dell'uomo, portando avanti delle riflessioni metafisiche e psicoanalitiche. La ragazza, in un primo momento, si rimprovera di avere «un corpo e un'anima fasulli»; in un secondo momento la voce della sua coscienza la accusa di essere spaventata dall'idea di poter svanire e di scomparire «dall'animo delle persone». Rei risponde freddamente, dicendo: «Sono felice. Perché io voglio morire. Ciò che ambisco è la disperazione. Voglio tornare al nulla». In un'occasione una bambina chiese a Hideaki Anno che cosa piacesse a Rei, ed egli rispose dicendo di non averci mai pensato. La ragazza, secondo il regista, essendo consapevole di essere rimpiazzabile in caso di morte, sarebbe portata a non apprezzare la propria vita, a farsi del male e a isolarsi: «La sua presenza, la sua esistenza, apparente esistenza, è effimera. È una ragazza molto triste. Ha solamente il minimo indispensabile di ciò di cui ha bisogno. [..] Danneggia sé stessa e non ha bisogno di amici».
Sadamoto ha descritto lei e Asuka come «personaggi molto forti, ognuna a modo proprio». Secondo Amanda Winn-Lee, doppiatrice nordamericana del personaggio, nonostante l'apparenza fredda e distaccata in Rei è presente una «piccola scintilla di umanità», offuscata dalla «sua negativa percezione di sé»: «Sa di essere rimpiazzabile, ma resta comunque un essere umano». Nel quinto episodio della serie Shinji vede dallo schermo del suo Eva-01 Rei saltare di gioia e sorridere come innamorata verso il padre, Gendō Ikari, con cui è più intima e legata; la visione, secondo gli autori, è però distorta dal suo punto di vista. Dopo l'avvenimento il ragazzo cerca di entrare in contatto con la collega, la quale non riesce a capire il senso dei suoi gesti e gli riserva un atteggiamento freddo; i due piloti, pur riuscendo a conversare materialmente fra di loro e ad avere dei dialoghi di circostanza, non riescono a comunicare a livello emotivo e comprendere i sentimenti dell'altro.
Nella sequenza finale del sesto episodio, dopo essere sopravvissuta alla battaglia contro l'angelo Ramiel, la giovane vede Shinji piangere di fronte a lei e sostiene di non sapere che cosa fare in momenti come quello. Shinji le risponde consigliandole di sorridere; la ragazza per un attimo sovrappone il volto del pilota con quello di suo padre Gendō. Sul viso di Rei, qualche istante dopo, si accenna per la prima volta un sorriso per il ragazzo, e viene lasciato alla sensibilità dello spettatore stabilire se sia riuscita o meno a comprendere i sentimenti di Shinji. Con il procedere degli eventi e degli scontri tra i due giovani si instaura un senso di comprensione reciproca, paragonato al rapporto tra una madre e il suo figlio piccolo. Le azioni di Shinji hanno un certo impatto sulla sua psicologia e i suoi gesti riescono a far cambiare la ragazza, la quale dimostra preoccupazione e gratitudine nei suoi riguardi.

### Versioni alternative

Copertina del ventesimo volume del manga, raffigurante la piccola Rei nella terza sezione distaccata del Laboratorio per l'evoluzione artificiale

In una scena dell'ultimo episodio della serie animata viene presentato un universo parallelo con una storia differente rispetto a tutte le puntate precedenti; nella realtà alternativa Rei viene presentata nelle vesti di una ragazza appena trasferitasi nella classe di Asuka e Shinji, con una personalità completamente diversa rispetto alla serie originale, allegra, svagata, irascibile ed estroversa. Una Rei estroversa è presente in diverse opere derivate dalla serie classica, come Evangelion Iron Maiden, ambientato nella realtà alternativa dell'ultimo episodio. Nell'ONA Petit Eva - Evangelion@School, parodia della serie animata originale, vengono presentate tre sorelle Ayanami: la maggiore, chiamata semplicemente Ayanami, diligente e introversa; la seconda, Spokon (スポ根?), sportiva ed estroversa; e la minore, Chibinami (チビ波?), di quattro anni di età e con la passione per i pupazzi. Anche nei romanzi di Evangelion Anima di Ikuto Yamashita compaiono diverse Rei; Rei Troi, pilota di un Eva chiamato Evangelion Unit-02 Type II Allegorica, Rei Quatre e Rei Cinq, di diciassette anni, e la piccola Rei Six, di sette anni, piloti delle unità Evangelion-0.0.
Nell'adattamento cartaceo, scritto e disegnato da Yoshiyuki Sadamoto, vengono presentate ulteriori differenze nella caratterizzazione del personaggio. Nel manga Rei appare più empatica e aperta al contatto umano della sua controparte animata. Nel fumetto inoltre il personaggio ha più spazio rispetto a quello di Asuka, che nell'anime, sotto influenza di Anno, ha invece un ruolo preponderante. Sadsmoto ha cercato di calcare la mano sul suo rapporto con Shinji, insistendo sulla simbologia del tocco delle mani e sul tema della maternità. Egli ha preso come fonte di ispirazione in particolar modo Aula alla deriva di Kazuo Umezu.
La ragazza agli inizi degli eventi si considera vuota, creata al solo scopo di pilotare l'Evangelion sotto gli ordini di Ikari; il tocco di Shinji riesce a cambiare la sua attitudine. In una scena del quinto volume del manga, ad esempio, Shinji a casa di Rei prepara con lei del tè; la ragazza si scotta, e le mani dei due giovani per un momento si toccano. Ayanami, sfruttando l'occasione, invita il compagno a parlare a suo padre e aprirsi con lui; in un altro capitolo la ragazza, ripensando a quel momento, si domanda se le loro mani un giorno potranno sfiorarsi di nuovo. Durante lo scontro con l'angelo Armisael la giovane riesce a prendere coscienza dei propri sentimenti di tristezza e di affetto nei confronti di Shinji, verso il quale dimostra di provare un certo interesse romantico. Lo stesso Sadamoto ha descritto i sentimenti di Shinji e di Rei come quelli di un amore reciproco.

#### Rebuild of Evangelion
Anche nei lungometraggi del Rebuild of Evangelion l'umanità e il calore del personaggio sono più evidenti rispetto alla serie animata originale. Il primo capitolo della saga, Evangelion: 1.0 You Are (Not) Alone, ripercorre i primi sei episodi di Evangelion, chiudendosi nella scena del sorriso dopo la battaglia contro Ramiel. Nel corso del lungometraggio Rei legge spesso Il principe felice e altri racconti di Oscar Wilde, disegnato in fase di produzione da Moyoco Anno, moglie del regista. Secondo Thomas La Marre il Rebuild renderebbe la relazione fra Shinji e Rei un elemento più centrale per la storia, aumentando e migliorando le scene che li ritraggono.
Durante Evangelion: 2.0 You Can (Not) Advance, secondo lungometraggio del Rebuild, la ragazza inizia a sentirsi frustrata della sua vita senza passioni, cercando dunque di essere più attiva e di aprirsi di più con le altre persone. Commossa dalla gentilezza che Shinji dimostra nei suoi confronti, Rei tenta di sciogliere il ghiaccio tra il compagno e suo padre Gendō organizzando una cena per entrambi, ma per una serie di circostanze avverse il suo tentativo fallisce; in origine Anno pensò di usare un'idea simile per il quarto episodio dell'anime originale, ma la proposta venne accantonata durante la realizzazione della serie. Durante la battaglia contro il decimo angelo la ragazza viene assorbita assieme all'Eva-00 dal nemico; Shinji con il suo Eva-01 cerca di salvarla e la abbraccia a fine pellicola. Nel corso della pellicola viene suggerito che Gendō e Fuyutsuki pianifichino di far avvicinare Shinji e Rei. L'assistente alla regia Tsurumaki fu interrogato in proposito dopo l'uscita del lungometraggio; secondo lui l'impressione di una strategia per unire Shinji e Rei fu frutto della complessa scrittura della sceneggiatura, e «Anno probabilmente non ha riflettuto così tanto sulla cosa».
Nella pellicola seguente, Evangelion: 3.0 You Can (Not) Redo, la Rei presente in Evangelion 2.0 viene sostituita da un altro clone, che dimostra di non ricordare nulla della sua vita precedente e di riservare un atteggiamento freddo e distaccato nei confronti delle altre persone, di Shinji in particolare. In Evangelion: 3.0+1.0 Thrice Upon a Time, ultimo capitolo della saga, il nuovo clone di Rei, chiamato Ayanami (Tentative Name), si dirige assieme a Shinji e ad Asuka Shikinami in una piccola cittadina chiamata Villaggio 3, abitata dai sopravvissuti ai vari Impact e isolata dal mondo esterno, quasi inabitabile. Rei qui interagisce con Tōji Suzuhara e Hikari Horaki, vecchi compagni di scuola del clone precedente, con i bambini e le donne del Villaggio 3 aiutandole a lavorare nei campi; con il tempo la nuova Ayanami incomincia a sviluppare una propria individualità, scoprendo gradualmente il mondo che la circonda e imparando a socializzare con gli abitanti. Dopo diverso tempo però Rei (Tentative Name), il cui vero nome si scopre essere Ayanami-Type No.006, incapace di mantenere la propria forma senza il continuo contatto con il liquido LCL degli Evangelion, muore di fronte a Shinji. Durante il Perfezionamento Shinji incontra di nuovo la Rei di quattordici anni prima, rimasta dentro l'Eva-01. La vecchia Rei, ora con i capelli visibilmente lunghi, discute con il compagno, che decide di vivere in un mondo senza Eva e dare al mondo una nuova nascita, la Neon Genesis. Rei e Shinji dunque si salutano per l'ultima volta, stringendosi la mano e sorridendo.

## Riferimenti culturali e interpretazioni
Per Hiroki Azuma, critico culturale e studioso della cultura degli appassionati ossessivi di animazione, detti otaku, Rei Ayanami presenterebbe un «nuovo tipo di solitudine» all'interno del panorama otaku. Prima di lei i personaggi erano divisi fra kogal, cioè ragazze socievoli, con abiti e cosmetici costosi, accessori tecnologici e spesso impegnate in attività di prostituzione, e otaku, cioè isolati, fuori dalla realtà, con stanze piene di software e riviste. Secondo Azuma Rei trascenderebbe le due categorie; egli ha paragonato la sua stanza, simile a un ospedale o a quella di un profugo, ai Satyam, i laboratori scientifici della setta giapponese Aum Shinrikyō, che prima della messa in onda di Eva compì un attentato alla metropolitana di Tokyo usando del gas sarin. Ōizumi Mitsunari, inoltre, in una lunga intervista con Anno ha accostato la figura di Rei alle ragazze aggregate ad Aum Shinrikyō, in quanto «completamente dipendenti dal loro guru», Shōkō Asahara. Il libro Schizo Evangelion, da lui curato, la descrive come «un sacrificio offerto ai mammoni e ai sadici giapponesi» e in una serie di dicotomie, come oppio ed euforia, Satana e Dio, «l'infinito potere dell'Eros» e «l'accecante potere del Thanatos», «il sarin preparato da Gendō Ikari per il suo progetto di sterminio dell'umanità», «il buco della serratura del vaso di Pandora» e una Grande Madre cattiva che cerca di inglobare il proprio figlio.
Hideaki Anno ha collegato il successo del personaggio alla situazione culturale del Giappone dopo la sconfitta subita nella seconda guerra mondiale; secondo lui «da quel momento l'educazione che abbiamo ricevuto non è un'educazione capace di creare adulti». Lo stesso Anno ha notato come dopo il sesto episodio ci sia un passo indietro nella sua comunicazione interpersonale, visto che sembra tornare di nuovo fredda nei confronti degli altri membri della Nerv, paragonando tale sviluppo a Hideki Gō, un personaggio della serie Kaettekita Ultraman; Gō sembra avvicinarsi di più alle altre persone e ai suoi colleghi del Monster Attack Team, per poi estraniarsi di nuovo. Per il critico giapponese Manabu Tsuribe inoltre il suo sorriso nel sesto episodio rappresenterebbe il punto in cui Evangelion raggiunge il proprio culmine, e «come storia della crescita e dell'indipendenza di un ragazzo termina qui, ed anche Evangelion come storia termina qui».
Secondo Tamaki Saitō, critico e psicologo giapponese, Ayanami sarebbe il punto finale dell'agalmatofilia giapponese iniziata con Nanako SOS. Kenneth Lee di Anime News Network ha paragonato il percorso di Rei, in cui la ragazza cerca gradualmente di diventare umana, a quello di Pinocchio o di Key, personaggio di Key the Metal Idol, una serie OAV uscita nel 1994. Il critico Krystian Woznicki invece l'ha paragonata al Pinocchio del lungometraggio 964 Pinocchio, considerandola però più «realistica». Degli studiosi invece hanno imputato il suo atteggiamento inespressivo e taciturno all'alessitimia o a un disturbo schizoide di personalità. Altri critici l'hanno accostata ad altri personaggi anime femminili introversi degli anni novanta, come Ami Mizuno e Hotaru Tomoe di Pretty Guardian Sailor Moon. Lo scrittore Claudio Cordella ha associato la sua personalità a quella dei personaggi femminili del pittore Edward Burne-Jones, e il suo sguardo agli «occhi fissi e spenti» dell'Olympia dei Racconti di Hoffmann. L'architetto Kaichiro Morikawa invece ha accostato il volto della prima Rei, solitamente presentato in maniera distorta e deforme, alle installazioni di Tony Oursler, mentre la sua stanza da letto a suo dire ricorderebbe le fotografie di Gottfried Helnwein. In un'intervista con alcuni membri del personale della serie il fumettista Kentaro Takekuma ha inoltre paragonato l'immagine di Rei ricoperta di bende alle foto di Romain Slocombe, collegata poi da Sadamoto alle opere di Sensha Yoshida.
Analogamente ad altri personaggi di Evangelion, collegati dalla critica ad alcune divinità del pantheon shintoista, 
Rei è stata accostata dai critici alla dea del Sole, Amaterasu, che rinasce a ogni nuova alba. I suoi compagni, Shinji e Asuka, sono stati invece accostati a Susanoo e Ama-no-Uzume; Shinji, come Susanoo, agisce in maniera goffa e non viene accettato dalla società, mentre Asuka, come Uzume, è sensuale e ostenta il proprio corpo. Secondo lo scrittore Fabio Bartoli invece i suoi tre cloni potrebbero essere ricondotti ai tre stadi evolutivi dell'anima umana postulati dalla cabala ebraica: Nefesh, fonte della vitalità animale, Ru'ha, cioè l'anima, frutto dell'innalzamento dell'uomo dal suo aspetto puramente biologico, e Neshamah, cioè lo spirito, frutto della connessione dell'uomo con Dio. Anthony Gramuglia di Comic Book Resources ha descritto la Rei gigante presentata in The End of Evangelion come un «orrore Lovecraftiano che prende vita». La sua immagine inoltre in molte occasioni è affiancata a quella della Luna, un astro archetipicamente associato alla maternità, al pallore, alla passività e alla femminilità; secondo l'ingegnere giapponese Yumiko Yano ciò conferirebbe a Rei Ayanami un'aura ieratica e irraggiungibile, paragonabile a quella di Maria Vergine. Yano ha poi associato la sua figura alle donne fragili e caste dell'arte fin de siècle, particolarmente popolari fra le opere dei simbolisti.
Negli intenti originali di Hideaki Anno il personaggio di Rei avrebbe dovuto rappresentare uno «Shinji incosciente», riflettendo il ruolo della figura materna nel complesso edipico di Sigmund Freud. Ella è infatti un clone di Yui Ikari e rimane vicina a suo marito, Gendō, che in un primo momento ammira obbedendogli ciecamente, per poi avvicinarsi a suo figlio Shinji, di cui diventa un interesse affettivo e romantico. Lo stesso regista ha dichiarato che: «Volevo che tutti questi collegamenti creassero una specie di complesso di Edipo su più livelli». Per Kazuya Tsurumaki, assistente alla regia di Eva, il ragazzo prova un desiderio sessuale e incestuoso nei suoi riguardi, mentre Kentaro Takekuma l'ha descritta come una «eterna vergine». Secondo Yōji Enokido, membro del personale della serie, la maternità di Rei darebbe ai ragazzi la sensazione «di essere per metà ancora nel grembo materno». Per la scrittrice Frenchy Lunning, inoltre, il personaggio rappresenterebbe l'anima di Shinji. Lo stesso Shinji in una delle prime scene di Evangelion vede per qualche secondo su un viale uno spettro di Rei in una città deserta situata nei pressi di Neo Tokyo-3. La Rei visibile nella sequenza non è quella reale; l'apparizione è stata collegata allo scenario della pellicola The End of Evangelion, uscita nel 1997 come conclusione della serie classica. Nel corso del lungometraggio tutte le forme di vita si riuniscono in un unico essere durante il Perfezionamento; gli esseri umani poco prima di morire vedono apparire degli spettri di Rei, che li guidano nel processo come degli «angeli della redenzione». Secondo Yūichirō Oguro, curatore di alcuni contenuti delle edizioni home video di Evangelion, la Rei che il ragazzo vede sul viale è «un essere superiore che osserva dall'alto gli esseri umani», e la scena simboleggia il fatto che «Shinji viene protetto da sua madre fin dall'inizio della serie».

## Accoglienza

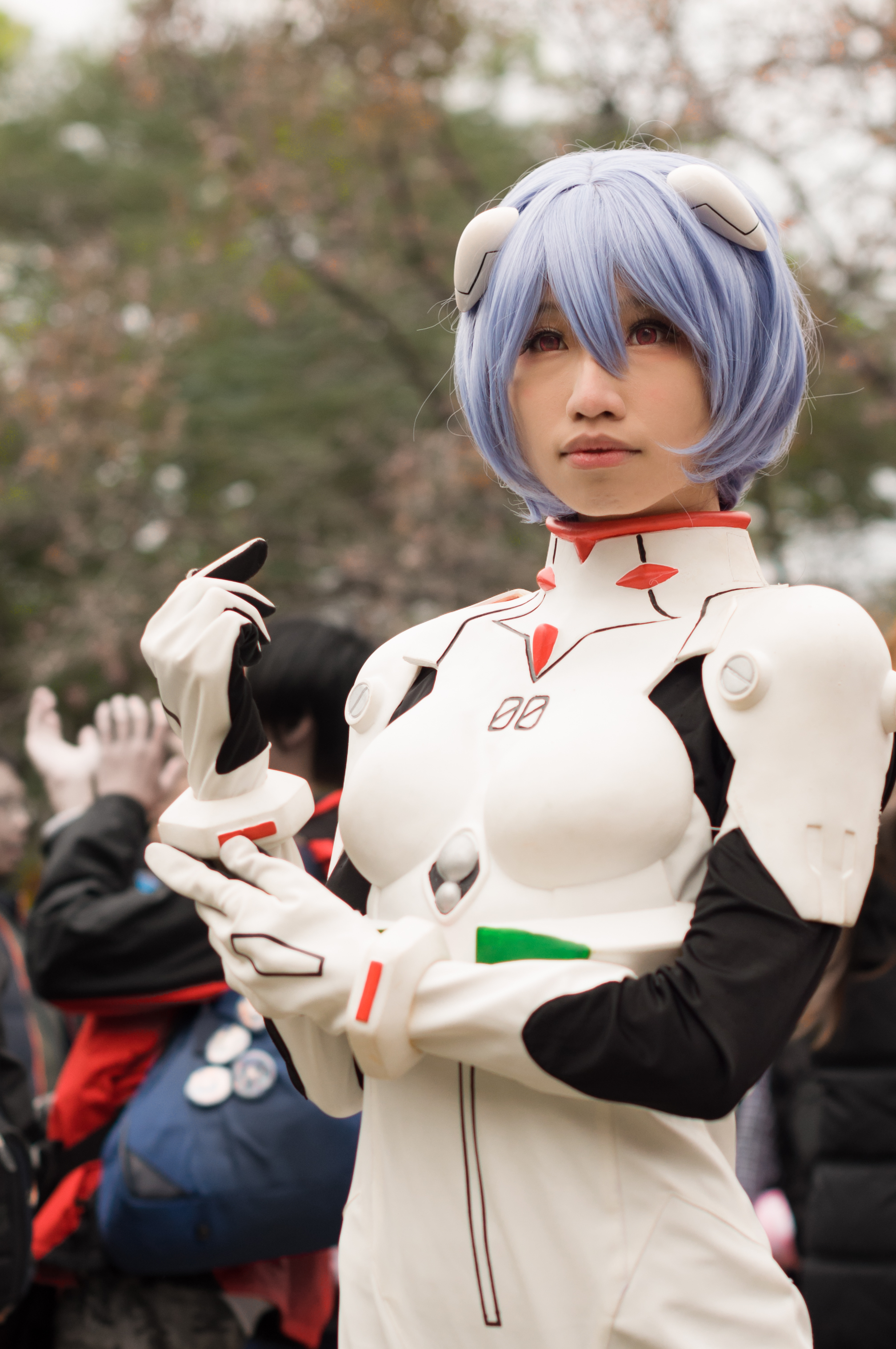
Una cosplayer di Rei al Fancy Frontier di Taipei, in Taiwan

Rei Ayanami acquisì popolarità tra gli appassionati di animazione sin dalla prima messa in onda di Neon Genesis Evangelion. Già nel 1995 diventò la protagonista di fan fiction, fan art e dōjinshi. Lo studioso Patrick W. Galbraith l'ha descritta inoltre come «il personaggio più influente e popolare della storia degli anime otaku». La notorietà del personaggio si rifletté anche nei sondaggi di popolarità; Rei venne periodicamente eletta fra i personaggi più popolari della serie e dell'animazione giapponese in generale in diverse categorie. Dopo la conclusione della serie venne eletta miglior personaggio femminile del momento negli Anime Grand Prix del 1996 e del 1997, due grandi sondaggi annuali condotti dalla rivista giapponese Animage. Nel 1998, anno di uscita del lungometraggio Revival of Evangelion, riuscì a posizionarsi quinta nella stessa tipologia di sondaggio e a restare il personaggio femminile più popolare della serie. Rei comparve inoltre per diversi anni nei sondaggi mensili della rivista, rimanendo fra i primi dieci per tutto il 1997 e in molti del 1998, nonché fra i primi venti in diverse indagini del 1999.
Nel 2002 l'emittente TV Asahi la inserì al 36º posto tra i cento personaggi più amati della storia dell'animazione giapponese. La stessa TV Asahi pubblicò una classifica sulle cento scene più significative della storia dell'animazione; la scena in cui "Rei Ayanami sorride a Shinji per la prima volta", presente nel sesto episodio di Evangelion, riuscì a raggiungere la 14ª posizione, e quella del "suicidio di Rei" della ventitreesima puntata la 53ª. Il sorriso di Rei riapparve in un'altra classifica dell'emittente, conquistando il 45º posto; analogo risultato si registrò in un'indagine del 2003, in cui "il primo incontro tra Shinji Ikari e Rei Ayanami" riuscì a raggiungere il 16º posto. Anche il "suicidio di Rei" riconquistò una posizione fra le varie classifiche di TV Asahi, in occasione di un sondaggio sulle "scene più toccanti dell'animazione giapponese" in cui conquistò il nono posto.
Nel 2007 il sito Ranking Japan chiese ai propri utenti quale personaggio animato vorrebbero come amico nella vita reale, occasione in cui Rei emerse nona. Anche Newtype ebbe modo di sottolineare la fama del personaggio, che apparve periodicamente nei sondaggi di popolarità della rivista, anche a distanza di anni dall'esordio di Eva. Nel luglio del 2005 emerse al decimo posto, e la stessa rivista scrisse che: «Il suo fascino e i suoi misteri continuano a brillare e ad accattivare gli appassionati ancora adesso, a distanza di dieci anni dalla messa in onda». Nell'agosto e nel settembre 2009, dopo l'uscita del secondo capitolo del Rebuild, emerse al quarto e al secondo posto fra i personaggi più apprezzati dai lettori del periodico. Nel mese di ottobre di quell'anno riuscì a conquistare il terzo posto e a diventare il personaggio femminile più popolare della serie. L'anno seguente, a marzo 2010, Newtype la nominò personaggio femminile più popolare degli anni novanta. Nel febbraio 2015, anno del ventesimo anniversario della serie, conquistò il primo posto fra i personaggi femminili favoriti dagli appassionati, battendo tutte le eroine degli anime della stagione, mentre nel 2018 la Rei del Rebuild venne inclusa fra i migliori trenta personaggi del decennio precedente.

### Critica
«Quando Rei Ayanami apparve per la prima volta l'autostima del popolo giapponese era ai minimi storici, visto che era appena scoppiata la bolla economica. L'empatia verso Ayanami, una ragazza piena di ferite, che sale su un umanoide artificiale e combatte contro i suoi nemici senza fiatare, è radicata in quella epoca particolare. Le figure infatti sono degli idoli moderni che incarnano delle fedi inconsce. Anche se l'economia del paese si è ripresa dalla crisi, forse c'è ancora un vuoto nell'animo dei giapponesi.»

— Nihon Keizai Shimbun
I critici e le riviste specializzate di animazione hanno espresso sia apprezzamenti e sia critiche nei confronti del personaggio di Rei. Secondo il critico letterario Hiroki Azuma Rei Ayanami «ha dimostrato di essere un personaggio di grande impatto». Azuma ha inoltre elogiato l'interpretazione della doppiatrice originale, Megumi Hayashibara, e il realismo della sua drammatica condizione. Secondo lui: «La solitudine di Rei [...] ci offre immagini estremamente realistiche dell'incomunicabilità che affrontano i bambini di oggi». Il sito Anime Planet, pur apprezzando delle rivelazioni sulla natura della ragazza e considerandola «il personaggio di gran lunga più interessante [di Evangelion]», ne ha criticato la mancanza di chiarezza e l'enigmaticità. Parere analogo è stato espresso dal sito Anime Critics, secondo il quale: «[Rei] non ha alcuna personalità e rimane un enigma per la maggior parte della serie. Parte dell'intrigo dell'anime è scoprire quali segreti nasconda». Raphael See di T.H.E.M. Anime Reviews, che ha trovato la caratterizzazione dei personaggi di Evangelion «un po' irritante», ha dichiarato di non comprendere le ragioni della sua popolarità.
Anthony Gramuglia di Comic Book Resources ne ha lodato il character design, criticandone però la mancanza di sviluppo, soprattutto nel finale cinematografico del 1997. Per Kenneth Lee di Anime News Network, inoltre, la premessa di un personaggio vuoto che guadagna un'anima «potrebbe avere una serie a sé», ma il suo sviluppo viene sprecato dagli ultimi episodi della serie. Newtype ha elogiato il quinto e il sesto episodio della serie, entrambi dedicati al personaggio di Rei, lodando gli «eccellenti» disegni della scena in cui sorride al comandante Ikari nel quinto e il momento in cui saluta Shinji prima della battaglia contro Ramiel, descrivendolo come «una scena impressionante». La rivista Animedia ha inserito la scena finale del sesto episodio, in cui sorride a Shinji per la prima volta, fra le migliori scene d'animazione del mese di febbraio 1996. Anche Justin Wu di The Artifice ha espresso parole di elogio per la sequenza, descrivendola come un momento «potente» e «iconico». Tasha Robinson di Science-Fiction Weekly ha dichiarato di essere rimasta soddisfatta della conclusione data al personaggio.
Il sito Screen Rant e alcuni redattori di Comic Book Resources ne hanno lodato lo sviluppo e le varie rivelazioni sulla sua vera identità, posizionandola fra i migliori personaggi della serie. Luke Penn di Comic Book Resources, in particolare, ha espresso apprezzamento per le differenze introdotte nel manga di Sadamoto e il maggior spazio dedicatole. Secondo il sito giapponese Oricon, inoltre, il personaggio di Rei è diventato l'emblema stesso di Evangelion. Della stessa linea di pensiero si è dimostrato il periodico Nihon Keizai Shimbun, che l'ha descritta come una «dea moderna» e un'icona dell'animazione giapponese; secondo la testata, inoltre, in Giappone ci sarebbero circa un milione di appassionati dediti al personaggio, che a distanza di più di dieci anni della messa in onda continua a vendere figure a ritmo costante, dominando Akihabara, quartiere commerciale e otaku di Tokyo. Thomas Zoth, redattore del sito web Mania.com, l'ha inserita fra le dieci eroine più iconiche dell'animazione nipponica. Chris Mackenzie del sito IGN lo ha enumerato fra i migliori venticinque personaggi della storia dell'animazione giapponese. Mackenzie nella stessa classifica ha sottolineato l'«originalità» del personaggio, a suo parere molto diverso dalle eroine a lei simili create dopo Evangelion; secondo lui: «La differenza tra Rei e tutte quelle pseudo-Rei è che, nel suo caso, ci potrebbe essere qualcosa dietro la sua facciata. [Rei] è un mistero che non possiamo risolvere».
Il suo ruolo nel Rebuild è stato accolto positivamente dalla critica. Secondo il sito UK Anime Network, per esempio, la nuova Rei sarebbe un personaggio più umano e con cui è più facile empatizzare per gli spettatori rispetto all'equivalente del 1995. Per Mark Sombillo di Anime News Network «c'è un genuino calore dietro le sue azioni, ed è difficile non essere conquistati da lei». Il suo collega Justin Sevakis ha elogiato i suoi momenti con Shinji, ritenendoli più emotivi e teneri di quelli della serie classica, mentre Bryan Morton del The Fandom Post ha apprezzato il suo sviluppo e la sua progressiva indipendenza nei confronti di Gendō. Particolarmente positiva è stata l'accoglienza del suo ruolo nell'ultimo capitolo della saga, Evangelion 3.0+1.0, e diversi recensori ne hanno apprezzato l'evoluzione. Games Village ad esempio lo ha descritto come uno sviluppo «davvero sensibile e incredibilmente umano». Per Andrea Peduzzi di IGN il personaggio sperimenterebbe «una delle sue migliori evoluzioni, soprattutto agli occhi dello spettatore che conosce le alternative». Secondo Game Rant «osservare la Rei senza nome che impara a vivere è davvero accattivante». Henrique Padula di IGN Brasil ha elogiato l'umorismo e l'emotività delle scene in cui Rei cerca di scoprire il mondo che la circonda: «È estremamente divertente ed è il cuore di questa parte del lungometraggio». Anche altri critici hanno apprezzato le sue scene campestri al Villaggio-3; per Comic Book Resources questo passaggio sarebbe «il più sincero e dolce» di Eva, mentre Mario Pasqualini di Dimensione Fumetto ha concluso la sua recensione sulla pellicola dicendo: «Alla vista della lettera "Buongiorno, buonanotte, grazie, addio" [di Rei] credo di aver riso e pianto contemporaneamente. Miglior arco di trasformazione di sempre per il miglior personaggio di sempre dell'animazione giapponese».

## Influenza culturale
«Quando si parlava di "personaggi misteriosi", nell'era pre-Evangelion, ci si riferiva di solito a una persona con un passato complicato, spesso tragico, che sarebbe stato lentamente scoperto con il proseguire degli eventi. La misteriosità di Rei invece sta nel fatto che lei non ha un passato. [...] Il merchandise prima di Evangelion non era considerato una fonte di guadagno per i produttori di anime. Dopo l'uscita di Evangelion però le cose cambiarono. Rei ha esteso il mercato, e la Gainax ci ha lucrato su. [...] Evangelion è una serie che strizza molto l'occhio alle dōjinshi, perché molte cose non vengono spiegate, permettendo agli appassionati di immaginarsi scenari per riempire gli spazi lasciati aperti. La misteriosità di Rei, in questo senso, ha aiutato molto, consentendo agli appassionati di scrivere molti scenari ipotetici, soprattutto sulle sue relazioni con gli altri personaggi della serie. [...] Rei, inoltre, è un personaggio molto usato nelle dōjinshi hentai.»

— Justin Wu (The Artifice)
Rei Ayanami ha avuto una certa influenza sul mondo dell'animazione giapponese e su personaggi immaginari seguenti. In seguito alla fama acquisita da Evangelion vennero ideati altri personaggi con i suoi tratti estetici e caratteriali; il personaggio diventò infatti un oggetto di venerazione da parte del pubblico otaku, e negli ultimi anni novanta vennero creati decine di personaggi femminili a lei simili, i quali a loro volta conobbero popolarità nel mercato dei fumetti, degli anime e delle fanzine. I critici e gli studiosi d'animazione hanno ricondotto al successo di Rei l'origine del fenomeno moe, con cui vennero creati personaggi secondo precise caratteristiche stereotipate facilmente riconoscibili e consumabili dal pubblico otaku. Questo fenomeno, secondo Hiroki Azuma, critico culturale e studioso della cultura otaku, non sarebbe da ricondurre unicamente alla diretta influenza di Evangelion o di Rei; a influenzare i produttori, per Azuma, non fu tanto il personaggio in sé, ma il cambiamento dei canoni moe della subcultura otaku da lei causato. Anche i produttori che non si ispirarono a Neon Genesis Evangelion incominciarono quindi a creare dei personaggi accostabili a quello di Rei, utilizzando nuovi elementi moe da lei inconsciamente mutuati, come capelli blu, pelle pallida, personalità mite, passività e apatia. Per Azuma, inoltre, il ventiseiesimo episodio, in cui si vede una realtà alternativa con Rei che corre con una fetta di pane fra i denti, costituisce un punto di svolta all'interno della cultura otaku. La scena secondo lui rappresenterebbe il punto in cui termina l'era delle grandi storie e incomincia quella dei personaggi moe; da quel punto in poi dunque la risposta affettiva verso i protagonisti per lo studioso diventò più importante della trama delle serie.
Tsukishima Ruriko della visual novel Shizuku e Ruri Hoshino di Mobile Battleship Nadesico secondo Azuma vennero create prendendola come fonte di ispirazione. La critica ha inoltre individuato diversi personaggi venuti dopo Evangelion affini a quello di Rei, come Miharu di Gasaraki, Vanilla H di Galaxy Angel, Neya di Mugen no Ryvius, Maya di Geobreeders, Aruto Kirihara di Kagihime Monogatari Eikyū Alice Rondo, Chise di Lei, l'arma finale, Riza Hawkeye di Fullmetal Alchemist, Dorothy R. Wayneright di The Big O, Anthy Himemiya di Utena la fillette révolutionnaire e le protagoniste femminili di Gunslinger Girl. Lain Iwakura di Serial Experiments Lain in particolare è stata da più fonti accostata ad Ayanami; Chiaki J. Konaka, principale sceneggiatore di Lain, ha dichiarato di non essere stato influenzato da Evangelion, e, pur apprezzandone le caratteristiche, di non vedere somiglianze fra le due eroine. Nobuhiro Watsuki, autore di Kenshin - Samurai vagabondo, ha invece paragonato il personaggio di Tomoe Yukishiro, da lui creato, a quello di Rei; in un primo momento Tomoe assunse le sue caratteristiche, per poi diventare un personaggio diverso. Anche Eureka di Eureka Seven è stata paragonata a Rei Ayanami, causando così l'insoddisfazione di Dai Satō, sceneggiatore della serie.
Secondo Kaichiro Morikawa, architetto e accademico giapponese, prima di Evangelion e di Rei Ayanami c'erano pochi personaggi principali con difetti fisici, come Char Aznable di Mobile Suit Gundam, che ha una cicatrice sulla fronte, e la principessa Kushana di Nausicaä della Valle del vento. Dopo il successo della serie le bende acquisirono grande popolarità, diventando il marchio di fabbrica del personaggio e quello dei cosplay. Justin Wu di The Artifice ha visto in Rei un prototipo dei personaggi "mukuchi" (無口?, lett. "senza bocca"), termine usato dagli appassionati di animazione per indicare personaggi reticenti e apatici, solitamente solitari e poco socievoli. Questo elemento moe, che conobbe popolarità in seguito al successo di Rei, è stato rintracciato da Wu in altri personaggi femminili apparsi dopo, come Kirika Yūmura di Noir, Eva di Black Cat, Ai Enma di Hell Girl e Yuki Nagato di La malinconia di Haruhi Suzumiya. Il personaggio, secondo De'Angelo Epps di Comic Book Resources, avrebbe inoltre contribuito a rendere popolare lo stereotipo dei kuudere, personaggi che nascondono i propri veri sentimenti dietro una facciata malinconica e fredda. Anche Yuzuriha Inori di Guilty Crown, Miyu di Mai-HiME, Ai di i-wish you were here - vorrei tu fossi qui, Yashiro Kasumi di Muv-Luv e Diya di Butterfly Soup sono state paragonate a lei dai recensori e i critici d'animazione.
Hanno tratto ispirazione dal personaggio di Rei i Rey, il cui nome ne è un esplicito omaggio, mentre il cantante Motoo Fujiwara, membro del gruppo giapponese Bump of Chicken, ha scritto il testo della canzone Arue (アルエ?) ispirandosi alla sua figura. Nell'album Door dei Ging Nang Boyz è presente una canzone chiamata Ano ko wa Ayanami Rei ga suki (あの娘は綾波レイが好き? lett. "A quella ragazza piace Rei Ayanami"). Secondo il sito giapponese Animentalism inoltre la traccia Ray dei Luna Sea, contenuta nel singolo In Silence e composta da Sugizo, potrebbe essere un omaggio a Rei Ayanami. Nel video musicale di We Appreciate Power Grimes e Hana Pestle indossano due tute ispirate a quelle di Rei e Asuka. Rei è citata anche in Saekano: How to Raise a Boring Girlfriend e la sua immagine compare su una maglia di un personaggio della serie L'atelier di Veronica. Ulteriori riferimenti sono stati individuati in altre serie animate giapponesi, come Joshiraku, Wotakoi - L'amore è complicato per gli otaku, Sfondamento dei cieli Gurren Lagann e Nisemonogatari, in cui viene parodiata la sua battuta del sesto episodio «Tu non morirai, perché io ti proteggerò». Degli artisti ne hanno diffuso delle fan art, come Okama, Huke, Hiroya Oku e Arina Tanemura. Secondo Vogue inoltre il suo Plugsuit avrebbe ispirato un capo d'abbigliamento per la linea primavera 2016 della Louis Vuitton, azienda francese specializzata in accessori e pelletteria.

### Cosplay
(Yoshiyuki Sadamoto)

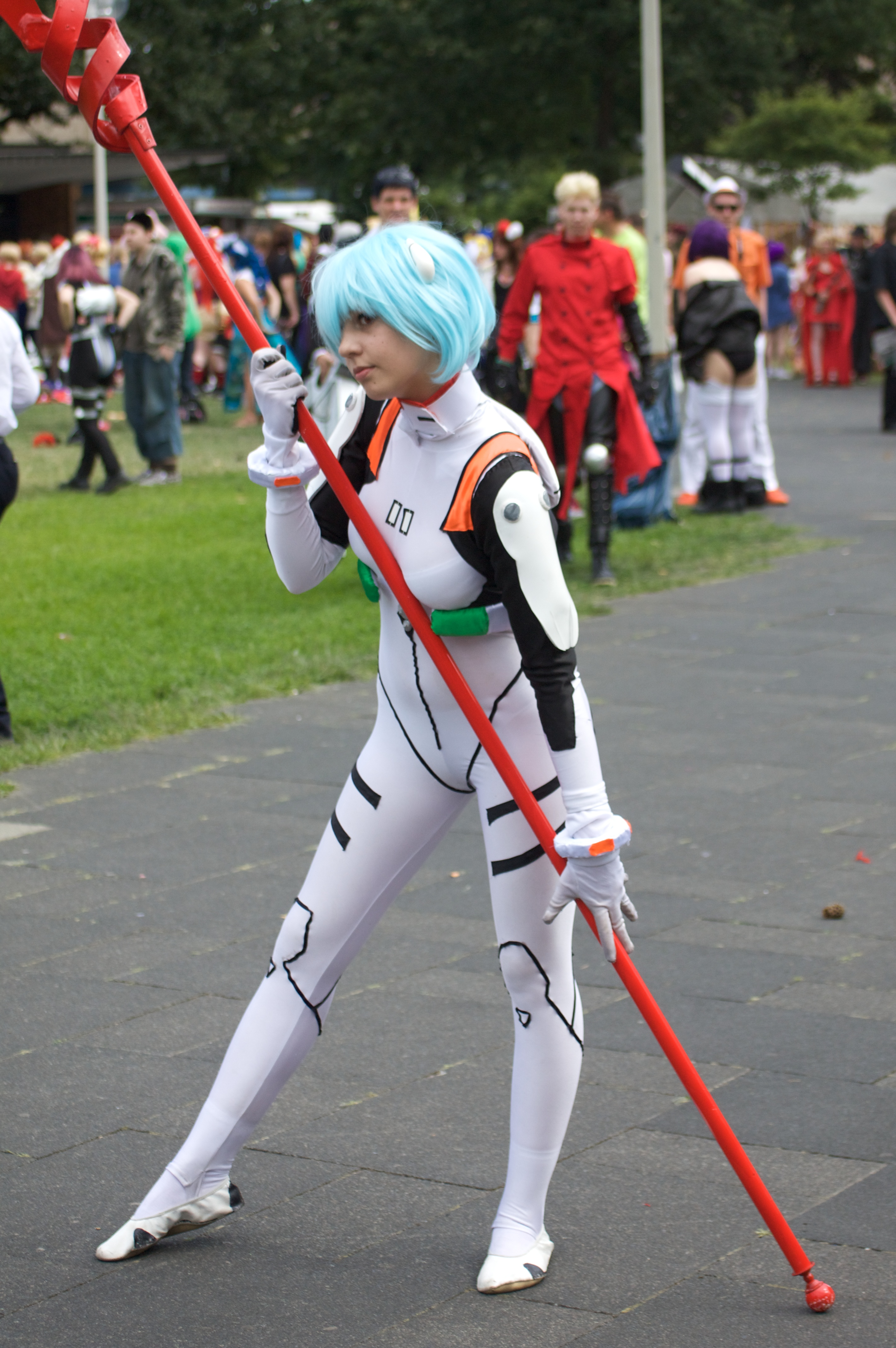
Cosplayer di Rei Ayanami con la lancia di Longinus

Nel corso degli anni delle celebrità e personaggi dello spettacolo hanno impersonato Rei. Durante l'evento Anime Expo 2008 di Los Angeles la cantante giapponese Shōko Nakagawa indossò i panni di Rei durante un'esibizione. Nel 2006 l'attrice Natsuki Katō si mostrò in un cosplay di Rei per promuovere il lancio di Evangelion Chronicle, rivista contenente illustrazioni e informazioni sulla serie. In occasione di una manifestazione organizzata per celebrare l'uscita del secondo capitolo del Rebuild, Evangelion: 2.0 You Can (Not) Advance, l'idol Miu Nakamura indossò assieme ad altre cinque modelle il Plugsuit di Rei. Nel 2008 l'idol Yuri Morishita indossò i suoi indumenti per promuovere l'uscita del proprio album fotografico Zero. Nel 2012 Umika Kawashima, cantante del gruppo giapponese 9nine, posò in un cosplay di Rei durante un servizio fotografico. Durante il Victoria's Secret Fashion Show di quell'anno la modella inglese Jourdan Dunn sfoggiò un abito simile al Plugsuit del personaggio, fatto che causò le perplessità della Gainax, ignara della cosa. Anche l'idol Rio Uchida, la cantante Kokoro Shinozaki e il pattinatore Shōma Uno hanno indossato i panni del personaggio.

## Merchandising

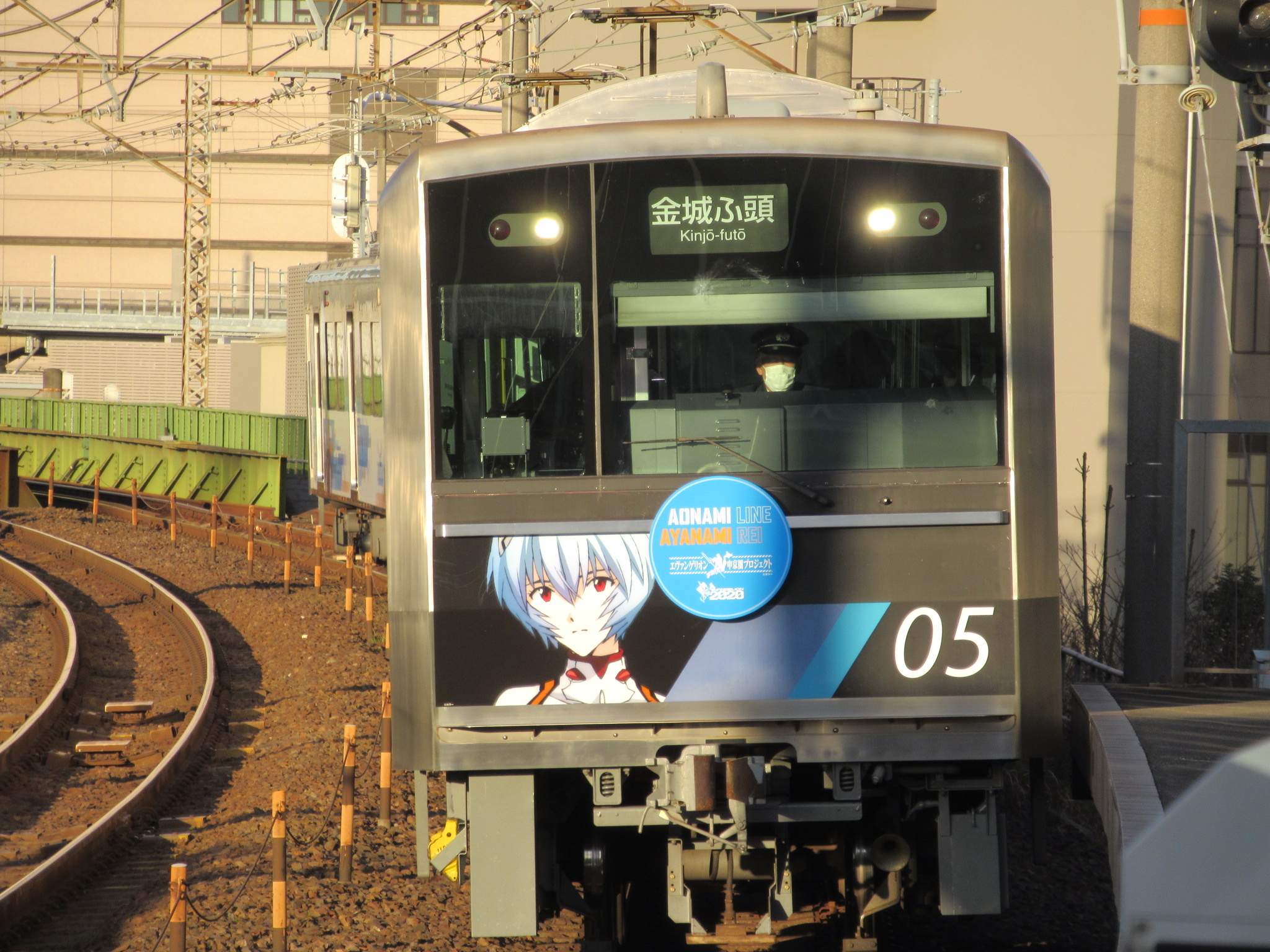
Un treno con l'immagine di Rei Ayanami mentre viaggia sulla linea Aonami, Nagoya

Rei, secondo Thomas Zoth di Mania.com, «si dimostrò un personaggio talmente popolare da generare un'esplosione di merchandising». La sua immagine fu sfruttata per produrre una vasta gamma di prodotti, tra cui giocattoli, magliette, action figure, statue a grandezza naturale, cosmetici, accessori e riproduzioni dei suoi indumenti. Le sue action figure riscossero particolare successo. Secondo lo studioso Thomas LaMarre il suo design fece scalpore e fece infatti vendere «una quantità senza precedenti» di modelli, «stimolando grandi dibattiti sul suo personaggio nella stampa e nel mondo della critica». Stando allo scrittore giapponese Kazuhisa Fujie, inoltre, inizialmente i modellini e i giocattoli della serie non vendettero molto; le action figure di Rei però diventarono così popolari da superare le vendite delle unità Evangelion, creando così il primo e forse unico caso di un anime robotico in cui «le vendite delle riproduzioni dei personaggi umani superarono quelle dei robot».
Le alte vendite del merchandise su Ayanami sono state descritte da Patrick Galbraith come un punto di svolta per il mercato giapponese, avendo contribuito a estendere il settore delle figure e delle fanzine, con «intere fiere di fanzine dedicate alla serie e ai suoi personaggi». Secondo una stima dello studioso Kaichiro Morikawa i modellini plastici prima di Evangelion vendevano circa tremila esemplari, mentre le figure di Rei riuscirono a raggiungere dieci volte tanto; per Galbraith inoltre: «La serie si è sovrapposta all'esplosione delle statuette di personaggi anime e alla diffusione di internet, rendendo il mercato e la comunità otaku più visibili». Anche i libri o le riviste che ritraevano la sua immagine in copertina incontrarono successo di vendite. Ella apparve, fra gli altri, sulla copertina di un numero dell'edizione giapponese del periodico Rolling Stone. Secondo Fujie infatti le alte vendite dei suoi articoli portarono i media nipponici a chiamarla "la via più veloce per esaurire le scorte", "la Premium Girl" e "la ragazza che manipola le vendite delle riviste".
Il 30 marzo 2001 la King Records lanciò un album a lei dedicato intitolato Evangelion: The Birthday of Rei Ayanami. Lo stesso anno l'azienda Broccoli pubblicò un videogioco intitolato Shin seiki Evangelion - Ayanami ikusei keikaku (新世紀エヴァンゲリオン 綾波育成計画? lett. "Nuovo secolo Evangelion - Il progetto di allevamento di Ayanami"), nel quale il giocatore assume il compito di accudirla. Il personaggio è apparso ed è stato usato, oltre che nei videogiochi tratti dalla serie animata originale, in media non appartenenti al franchise di Evangelion, come nei videogiochi Monster Strike, Super Robot Wars, Tales of Zestiria, Puzzle & Dragons, Keri hime sweets, Summons Board, Puyopuyo!! Quest e in un episodio dell'anime Shinkansen henkei robo Shinkalion. Nel 2005 il mangaka Mine Yoshizaki progettò diverse action figure degli angeli in sembianze antropomorfe per celebrare il decimo anniversario della prima messa in onda di Evangelion; fra i vari modelli ideò una figure dell'angelo Lilith ispirata al character design di Rei. Nel dicembre del 2009 sul sito web Yahoo! Japan vennero messe all'asta due chitarre Fender ispirate al personaggio di Rei, con un prezzo di partenza di 5 600 dollari ciascuna, vendute a 102 200 e 87 350 dollari. Nel 2012 nei pressi della sede dell'emittente televisiva Nippon Television venne installata una riproduzione del personaggio per lo Shiohaku Expo, alta più di diciotto metri e dotata di scivolo. L'anno seguente venne costruita una riproduzione della camera da letto della ragazza e fu esposto un suo modello a grandezza naturale in occasione dell'evento Eva Expo di Shangai. Nel 2020 Rei è stata usata assieme ad altri personaggi della serie per una serie di pubblicità della Honda, andate in onda in occasione di una collaborazione fra Evangelion e Honda Civic.